# Amoana
Amoana – rodzaj roślin z rodziny storczykowatych (Orchidaceae). Obejmuje 2 gatunki w występujące w Ameryce Środkowej w południowo-wschodnim Meksyku.

## Systematyka
Rodzaj sklasyfikowany do podplemienia Laeliinae w plemieniu Epidendreae, podrodzina epidendronowe (Epidendroideae), rodzina storczykowate (Orchidaceae), rząd szparagowce (Asparagales) w obrębie roślin jednoliściennych.
Wykaz gatunków
- Amoana kienastii (Rchb.f.) Leopardi & Carnevali
- Amoana latipetala Leopardi & Hágsater